# Rubécourt-et-Lamécourt
 Rubécourt-et-Lamécourt  là một xã ở tỉnh Ardennes, thuộc vùng Grand Est ở phía bắc nước Pháp.